# Lorpiprazol
El lorpiprazol (INN) (nombre de marca Normarex) es un fármaco ansiolítico comercializado del grupo de las Fenilpiperazina. Se ha descrito como un antagonista de la serotonina y un inhibidor de la recaptación (SARI) en el mismo grupo que la trazodona, la nefazodona y la etoperidona.